# Little Boy Blue
Christopher Miller (geboren 14.08.1999 in New York City, USA), bekannt unter seinem Künstlernamen Little Boy Blue, ist ein US-amerikanischer Musiker, Sänger und Songwriter mit Wohnsitz in Berlin, Deutschland. Seine Musik verbindet Elemente von Rock, Punk, Post - Grunge und Independent-Produktion – ein Stil, den er selbst als „Independent Underground Rock ’n’ Roll“ bezeichnet

## Frühes Leben
Miller wuchs in New York City auf. 2019 zog er im Alter von 20 Jahren nach Berlin. Kurz nach seiner Ankunft gründete er eine Band, die sich jedoch kurze Zeit später aufgrund der strikten öffentlichen Einschränkungen in Deutschland während der frühen 2020er Jahre wieder auflöste.

## Karriere
Nach dem Ende seiner Band begann Miller, seine musikalische Laufbahn eigenständig fortzuführen. 2022 erwarb er einen Vintage-Yamaha-8-Spur-Multitracker und mietete einen Kellerraum außerhalb Berlins, wo er begann, eigenes Material zu schreiben und aufzunehmen.
Miller spielt und singt den Großteil seiner Musik selbst, wird jedoch gelegentlich von engen Weggefährten unterstützt. Nadja Pelestrowa übernahm Schlagzeugspuren bei ausgewählten Aufnahmen, während seine Freundin Astrid Gesangsparts auf einzelnen Tracks beitrug.

## Musikalischer Stil
Miller beschreibt seinen Sound als Independent Underground Rock ’n’ Roll, geprägt von roher Energie, Eigenständigkeit und künstlerischer Unabhängigkeit. Seine Musik zeichnet sich durch eine lo-fi-orientierte Produktionsweise sowie eine Mischung aus rockorientierter Instrumentierung und kompromisslosem, persönlichem Songwriting aus.

## Diskografie

### Singles
- Small Town Teacher (14. August 2025)[2]

(weitere Veröffentlichungen in Planung)
- Spotify profile